# Overland (Misuri)
Overland es una ciudad ubicada en el condado de San Luis, en el estado estadounidense de Misuri. En el Censo de 2010 tenía una población de 16 062 habitantes y una densidad de 1418,48 personas por km².

## Geografía
Overland se encuentra ubicada en las coordenadas 38°41′45″N 90°22′6″O / 38.69583, -90.36833. Según la Oficina del Censo de los Estados Unidos, Overland tiene una superficie total de 11.32 km², de la cual 11.28 km² corresponden a tierra firme y (0.39%) 0.04 km² es agua.

## Demografía
Según el censo de 2010, había 16 062 personas residiendo en Overland. La densidad de población era de 1.418,48 hab./km². De los 16 062 habitantes, Overland estaba compuesto por el 73.28% blancos, el 16.36% eran afroamericanos, el 0.31% eran amerindios, el 3.23% eran asiáticos, el 0.01% eran isleños del Pacífico, el 3.86% eran de otras razas y el 2.96% pertenecían a dos o más razas. Del total de la población el 6.39% eran hispanos o latinos de cualquier raza.